# Renilla tentaculata
Renilla tentaculata är en korallart som beskrevs av Zamponi, Perez och Capitali 1996. Renilla tentaculata ingår i släktet Renilla och familjen Renillidae. Inga underarter finns listade i Catalogue of Life.